# رؤیای جاوید من
« رویای جاوید من» تک‌آهنگی از هنرمند اهل کانادا سلین دیون است که در سپتامبر ۱۹۸۴ منتشر شد.